# Erzbistum Saragossa
Das Erzbistum Saragossa (lat.: Archidioecesis Caesaraugustana) ist eine in Spanien gelegene römisch-katholische Erzdiözese mit Sitz in Saragossa.

## Geschichte
Das Erzbistum Saragossa wurde im 5. Jahrhundert als Bistum Saragossa errichtet und wurde dem Erzbistum Tarragona als Suffraganbistum unterstellt. Das Bistum Saragossa wurde am 14. Juli 1318 durch Papst Johannes XXII. mit der Apostolischen Konstitution Romanus Pontifex zum Erzbistum erhoben. Am 31. Juli 1577 gab das Erzbistum Saragossa Teile seines Territoriums zur Gründung des Bistums Teruel ab.